# Rolf Christiansen
Rolf Christiansen (* 1957 in Dunsum) ist ein deutscher Politiker (SPD) war von 2011 bis zum 12. Oktober 2018 Landrat des Landkreises Ludwigslust-Parchim. Zuvor war er seit 1994 Landrat des Landkreises Ludwigslust gewesen.

## Leben
Christiansen machte im Jahr 1976 sein Abitur an dem staatlichen Gymnasium Wyk auf Föhr. Im Anschluss absolvierte er eine Ausbildung zum Rechtsanwaltsgehilfen in Hamburg. Des Weiteren studierte er Rechtswissenschaften und legte das 1. und das 2. juristische Staatsexamen ab. Er arbeitete unter anderem als Referent der SPD-Landtagsfraktion Mecklenburg-Vorpommern. In den Jahren 1995 bis 2007 war er stellvertretendes Mitglied des Landesverfassungsgerichts Mecklenburg-Vorpommern.
Christiansen ist seit dem Jahr 1981 Mitglied der SPD. Seitdem bekleidete er verschiedene Ämter innerhalb der Partei. So war er von 1984 bis 1991 Vorsitzender des SPD-Ortsvereins Tangstedt, gehört seit 1994 dem Vorstand SPD-Kreisverband Hagenow-Ludwigslust an und war von 2003 bis 2011 dessen Vorsitzender. Daneben war er in den Jahren 1997 bis 2001 Mitglied im Vorstand des SPD-Landesverbandes Mecklenburg-Vorpommern und fungierte von April 2009 bis April 2012 stellvertretender Landesvorsitzender. 
In den Jahren 1986 bis 1991 war Christiansen Mitglied im Gemeinderat von Tangstedt. In dieser Zeit war er von 1990 bis 1991 stellvertretender Bürgermeister der Gemeinde. Von Juli 1994 bis September 2011 war er Landrat des Landkreises Ludwigslust. Als dieser in dem Landkreis Ludwigslust-Parchim aufging, wurde Christiansen im Oktober 2011 Landrat dieses neuen Landkreises. Des Weiteren ist Christiansen seit September 2009 Vorsitzender des Landkreistages Mecklenburg-Vorpommern und Präsidiumsmitglied des Deutschen Landkreistages. Anfang 2018 gab Christiansen bekannt, dass er aus gesundheitlichen Gründen bei der Direktwahl Ende Mai 2018 nicht erneut antreten werde.
Er ist bis heute Mitglied des Verwaltungsrates der Sparkasse Mecklenburg-Schwerin.
Christiansen lebt in Picher, ist seit 1977 verheiratet und hat drei Kinder, zwei Söhne und eine Tochter.